# Pattinaggio di figura ai XII Giochi olimpici invernali
Ai XII Giochi olimpici invernali del 1976 a Innsbruck (Austria), vennero assegnate medaglie in quattro specialità del pattinaggio di figura. Le gare si disputarono all'Olympia-Eisstadion.

## Pattinaggio di figura maschile
| Pos. | Atleta                 | Nazione          | Punteggio  |
| 1    | John Curry             | Regno Unito      | 11/192,74  |
| 2    | Vladimir Kovalëv       | Unione Sovietica | 28/187,64  |
| 3    | Toller Cranston        | Canada           | 30/187,38  |
| 4    | Jan Hoffmann           | Germania Est     | 34/187,34  |
| 5    | Sergej Volkov          | Unione Sovietica | 53/184,08  |
| 6    | David Santee           | Stati Uniti      | 49/184,28  |
| 7    | Terry Kubicka          | Stati Uniti      | 56/183,30  |
| 8    | Yuru Ovchinnikov       | Unione Sovietica | 75/180,04  |
| 9    | Minoru Sano            | Giappone         | 79/178,72  |
| 10   | Robin Cousins          | Regno Unito      | 83/178,14  |
| 11   | Mitsuru Matsumura      | Giappone         | 99/172,48  |
| 12   | Zdeněk Pazdírek        | Cecoslovacchia   | 119/172,48 |
| 13   | Pekka Leskinen         | Finlandia        | 119/166,98 |
| 14   | Stan Bohonek           | Canada           | 124/165,88 |
| 15   | Jean-Christophe Simond | Francia          | 137/159,44 |
| 16   | Glyn Jones             | Regno Unito      | 141/157,24 |
| Rit. | Ron Shaver             | Canada           |            |
| Rit. | László Vajda           | Ungheria         |            |
| Rit. | Ronald Koppelent       | Austria          |            |
| Rit. | William Schober        | Australia        |            |

## Pattinaggio di figura femminile
| Pos. | Atleta                    | Nazione          | Punteggio    |
| 1    | Dorothy Hamill            | Stati Uniti      | 9,0/193,80   |
| 2    | Dianne de Leeuw           | Paesi Bassi      | 20,0/190,24  |
| 3    | Christine Errath          | Germania Est     | 28,0/188,16  |
| 4    | Anett Pötzsch             | Germania Est     | 33,0/187,42  |
| 5    | Isabel de Navarre         | Germania Ovest   | 59,0/182,42  |
| 6    | Wendy Burge               | Stati Uniti      | 63,0/182,14  |
| 7    | Susanna Driano            | Italia           | 63/181,62    |
| 8    | Linda Fratianne           | Stati Uniti      | 67/181,86    |
| 9    | Lynn Nightingale          | Canada           | 67/181,72    |
| 10   | Dagmar Lurz               | Germania Ovest   | 92/178,04    |
| 11   | Marion Weber              | Germania Est     | 99/175,82    |
| 12   | Elena Vodorezova          | Unione Sovietica | 104/175,58   |
| 13   | Emi Watanabe              | Giappone         | 118,5/171,72 |
| 14   | Kim Alletson              | Canada           | 122,5/171,64 |
| 15   | Karena Richardson         | Regno Unito      | 137/166,52   |
| 16   | Claudia Kristofics-Binder | Austria          | 149/162,88   |
| 17   | Yun Hyo Jean (Jean Yun)   | Corea del Sud    | 158/159,64   |
| 18   | Grażyna Dudek             | Ungheria         | 159/159,48   |
| 19   | Eva Ďurišinová            | Cecoslovacchia   | 162/158,22   |
| 20   | Sharon Burley             | Australia        | 180/149,26   |
| Rit. | Danielle Rieder           | Svizzera         |              |

## Pattinaggio di figura a coppie
| Pos. | Atleti                               | Nazione          | Punteggio   |
| 1    | Irina Rodnina Aleksandr Zajcev       | Unione Sovietica | 9,0/140,54  |
| 2    | Romy Kermer Rolf Österreich          | Germania Est     | 20,0/136,35 |
| 3    | Manuela Groß Uwe Kagelmann           | Germania Est     | 34,0/134,57 |
| 4    | Irina Vorob'ëva Aleksandr Vlasov     | Unione Sovietica | 35,0/134,52 |
| 5    | Tai Babilonia Randy Gardner          | Stati Uniti      | 36,0/134,24 |
| 6    | Kerstin Stolfig Veit Kenpe           | Germania Est     | 59,0/129,57 |
| 7    | Karin Künzle Christian Künzle        | Svizzera         | 64/128,97   |
| 8    | Corina Halke Eberhard Rausch         | Germania Ovest   | 72/128,97   |
| 9    | Marina Leonidova Vladimir Bogolyubov | Unione Sovietica | 76/127,06   |
| 10   | Ursula Nemec Nichael Nemec           | Austria          | 99/121,30   |
| 11   | Erika Taylforth Colin Taylforth      | Regno Unito      | 108/120,40  |
| 12   | Alice Cook William Fauver            | Stati Uniti      | 106/119,36  |
| 13   | Ingrid Spieglová Alan Spiegel        | Cecoslovacchia   | 112/118,39  |
| 14   | Candace Jones Donald Fraser          | Canada           | 117/116,54  |

## Danza sul ghiaccio
| Pos. | Atleta                                | Nazione          | Punteggio   |
| 1    | Ljudmila Pachomova Aleksandr Gorškov  | Unione Sovietica | 9,0/209,92  |
| 2    | Irina Moiseeva Andrej Minenkov        | Unione Sovietica | 20,0/204,88 |
| 3    | Colleen O'Connor James Millns         | Stati Uniti      | 27,0/202,64 |
| 4    | Natal'ja Liničuk Gennadij Karponosov  | Unione Sovietica | 35,0/199,10 |
| 5    | Krisztina Regőczy András Sallay       | Ungheria         | 48,5/195,92 |
| 6    | Matilde Ciccia Lamberto Ceserani      | Italia           | 58,0/191,46 |
| 7    | Hilary Green Glyn Watts               | Regno Unito      | 57/191,40   |
| 8    | Janet thompson Warren Maxwell         | Regno Unito      | 78/186,80   |
| 9    | Teresa Weyna Piotr Bojanczyk          | Polonia          | 90/182,20   |
| 10   | Barbara Berezowski David Porter       | Canada           | 86/182,90   |
| 11   | Eva Peštová Jiři Pokorný              | Cecoslovacchia   | 96/180,60   |
| 12   | Kay Barsdell Kenneth Forster          | Regno Unito      | 111/175,16  |
| 13   | Susan Carscallen Eric Gillies         | Canada           | 107/175,96  |
| 14   | Isabella Rizzi Luigi Freroni          | Italia           | 133/168,64  |
| 15   | Judi Genovesi Kent Weigle             | Stati Uniti      | 134/168,26  |
| 16   | Stefania Bertelè Walter Cecconi       | Italia           | 140/166,22  |
| 17   | Susan Kelley Andrew Stroukoff         | Stati Uniti      | 147/165,12  |
| Rit. | Susanne Handschmann Peter Handschmann | Austria          |             |

## Medagliere per nazioni
| Pos | Nazione          | Oro | Argento | Bronzo | Totale |
| --- | ---------------- | --- | ------- | ------ | ------ |
| 1   | Unione Sovietica | 2   | 2       | 0      | 4      |
| 2   | Stati Uniti      | 1   | 0       | 1      | 2      |
| 3   | Gran Bretagna    | 1   | 0       | 0      | 1      |
| 4   | Germania Est     | 0   | 1       | 2      | 3      |
| 5   | Paesi Bassi      | 0   | 1       | 0      | 1      |
| 6   | Canada           | 0   | 0       | 1      | 1      |